# James Gibson (calciatore)
James Gibson (4 settembre 1940) è un ex calciatore nordirlandese, di ruolo centrocampista. Era soprannominato Jim.

## Carriera[1]

### Club
Iniziò la carriera agonistica nel Linfield, il club più titolato del Nord Irlanda.
Nel 1958 fu ingaggiato dal Newcastle United, sodalizio con cui giocò sino al 1961, retrocedendo in cadetteria al termine della stagione 1960-1961, prima di essere ingaggiato dal Cambridge United.
Nel 1964 passa al Luton Town, restandovi sino al 1966.
Nel 1967 si trasferisce negli Stati Uniti, per militare nel Chicago Mustangs, raggiungendo nella stagione 1968 il secondo posto della Lakes Division.
Nel 1969 gioca nella rappresentativa dell'Università del Wisconsin ed in seguito con il Bavarian Soccer Club ed il Racine Soccer Club, sodalizi amatoriali statunitensi.